# 당진 신리 다블뤼주교유적지
당진 신리 다블뤼주교유적지(唐津 新里 다블뤼主敎遺蹟址)는 대한민국 충청남도 당진시 합덕읍 신리에 있는, 내포 교회의 초기 공소가 있었던 곳으로, 병인박해 때 다블뤼 주교, 오메트르 신부, 위앵 신부, 황석두 등이 체포되어 순교한 곳으로 손자손을 비롯한 천주교의 성인 5명이 관련된 유적이다. 2008년 12월 22일 충청남도의 기념물 제176호로 지정되었다.

## 개요
내포 교회의 초기 공소가 있었던 곳으로, 병인박해 때 다블뤼 주교, 오메트르 신부, 위앵 신부, 황석두 등이 체포되어 순교한 곳으로 손자손을 비롯한 천주교의 성인 5명이 관련된 유적이다. 다블뤼 주교는 제5대 조선교구장으로 신리공소는 실질적인 조선교구청이었던 셈이다. 공소 건물은 원래 손자손의 생가로 보수공사 때 확인된 건축연대는 1815년인데, 1964년 새롭게 복원되었다. 병인박해 때 순교한 32인의 순교자가 안장되어 있다. 최근 천주교단의 정비사업이 활발하게 진행되면서 순례관광의 명소가 되었다.

## 참고 문헌
- 당진신리다블뤼주교유적지 - 국가유산청 국가유산포털